# Малолукский сельский совет
Малолукский сельский совет (укр. Малолуцька сільська рада) — входит в состав
Гусятинского района
Тернопольской области
Украины.
Административный центр сельского совета находится в 
с. Малая Лука.

## Населённые пункты совета
- с. Малая Лука
- с. Кокошинцы
- с. Монастыриха